# Lycostomus similis
Lycostomus similis là một loài bọ cánh cứng trong họ Lycidae. Loài này được Hope miêu tả khoa học năm 1831.